# Manfred Memorial Moon Mission
Die Manfred Memorial Moon Mission (auch 4M-Mission) war eine deutsch/luxemburgische Mondsonde und ein Amateurfunksatellit.
Bei der 4M-Mission handelte es sich um eine Vorbeiflugsonde, die auf der Bahn zum Mond und zurück die kosmische Strahlung untersuchte. Weiterhin trug 4M eine Amateurfunknutzlast, welche Telemetrie übertrug und ein Amateurfunkexperiment enthielt. Die Kosten des Projekts beliefen sich auf 400.000 EUR. Die Mission wurde dem Firmengründer von OHB, Manfred Fuchs gewidmet, der 2014 verstorben ist. Fuchs war noch an der Vorbereitung der Mission beteiligt.

## Auftrag
Die 4M-Sonde war an der letzten Stufe der chinesischen Trägerrakete Chang Zheng 3C befestigt, die als Hauptnutzlast den Mondorbiter Chang’e 5-T1 trug. Diese Stufe folgte der abgetrennten Primärnutzlast auf einer Bahn um den Mond. Die Entfernung betrug beim Vorbeiflug am mondnächsten Punkt ca. 13.000 km. Anschließend umkreiste die Raketenstufe mit Sonde die Erde zunächst alle 10,5 Tage auf einer hohen elliptischen Umlaufbahn.

Am 6. Oktober 2015 verglühten sie, so wurde zunächst angenommen, in der Erdatmosphäre. Die Raumsonde traf stattdessen wahrscheinlich am 4. März 2022 auf ihrem gesunkenen Orbit zusammen mit der Raketenstufe, an der sie befestigt ist, auf der Mondoberfläche auf. Damit war Luxemburg das 8. Land, das die Oberfläche des Mondes erreichte.

## Aufbau
Der Satellit bestand aus folgenden Baugruppen:
- Primärbatterie (28 Stück nicht wiederaufladbare Batteriezellen, die 6 W während der Hauptmission lieferten)
- zweite Spannungsversorgung (2 × 9 Triple Layer Solarzellen und 4 × Li-Ion-Zellen)
- Strahlungsexperiment mit einem Dosimeter des Herstellers iC-Málaga zur Bestimmung der Strahlungsdosis über der Flugbahn
- On-Board-Computer FM430 und Interfacekarte
- I/Q-Modulator
- VHF-Leistungsverstärker 1,5 Watt
- Lambda-Viertel-Stabantenne

Der Sender des Satelliten übertrug die Telemetrie und etwa 2500 vorbereitete Bakentexte in der Betriebsart JT65B. Die Mission endete knapp drei Wochen nach dem Start am 11. November 2014, nachdem die Batteriespannung auf 8,4 Volt gefallen war.